# Чортомлик (могила)
Чортомлик — велика скіфська могила (висота 20 м, діаметр — 350 м) кін. 4 ст. до н. е., розташована за 22 км на північний захід від Нікополя (Дніпропетровська область) біля села Воля.

## Історія дослідження
Досліджувала курган експедиція Імператорської Археологічної комісії під керівництвом відомого археолога І. Є. Забєліна у 1862–1863 роках. У 1980-ті дослідження були поновлені українсько-німецькою експедицією під керівництвом В'ячеслава Мурзіна та Рінати Роллє.

## Опис кургану та знахідок
Об'єм насипу кургану — близько 82 000 м³, являв собою споруду з плиток дерену, прошарків утрамбованого мулистого ґрунту та каменю.
Центральна могила глибиною 12 метрів мала вхідну шахту та 5 великих підземних камер.
Тут відкрито поховання скіфського царя і цариці.
Поруч із ценнтральною могилою виявлено поховання рабів чи воїнів, скелети коней, багато золотих і срібних оздоб та зброї.
Найціннішою знахідкою є срібна ваза-амфора, на фризі якої зображено скіфів, що приборкують диких коней. Знайдені мистецькі об'єкти належать до найкращих творів давньогрецького ювелірного мистецтва; зберігаються в Ермітажі (Санкт-Петербург).

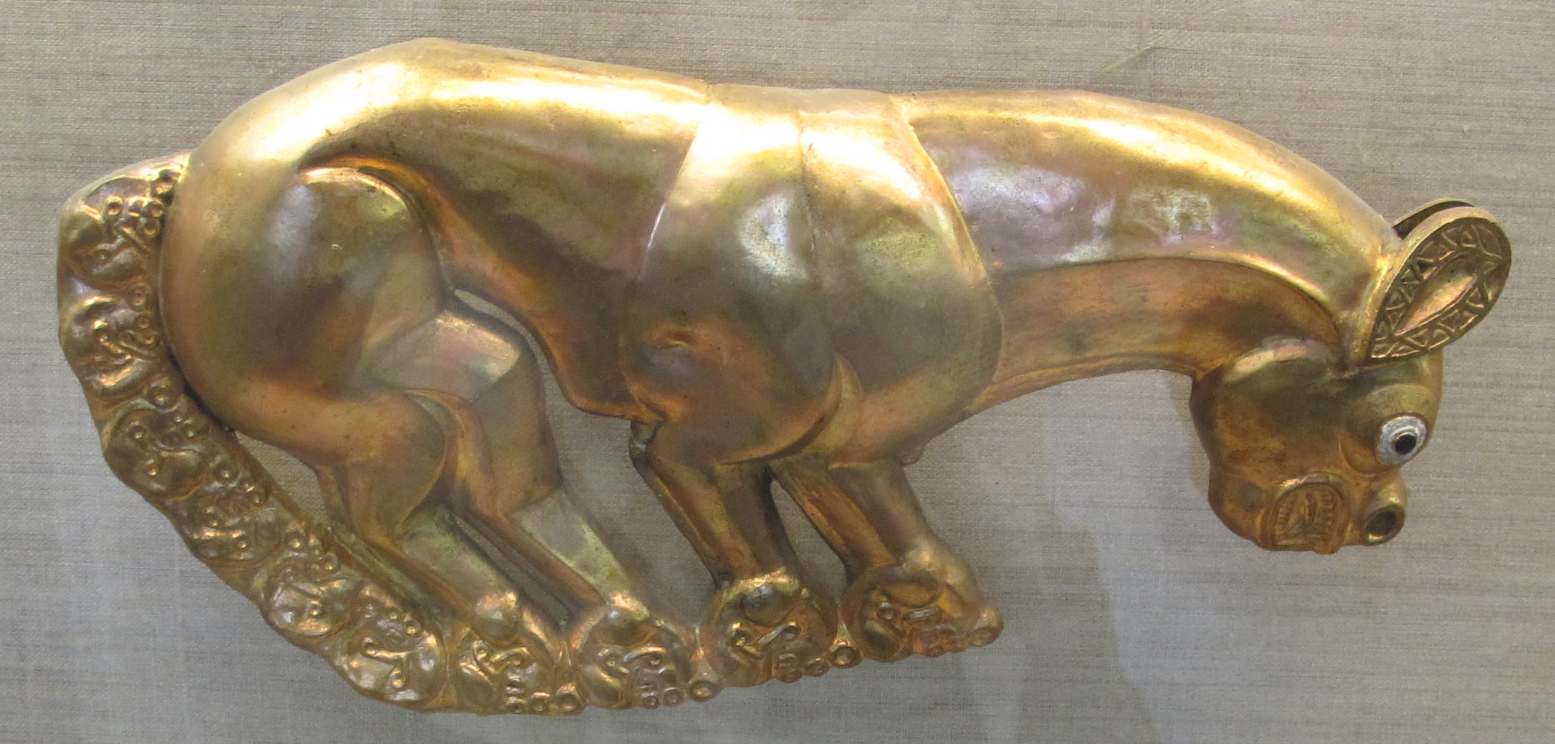
Пантера, кінець 7 ст. до н. е.
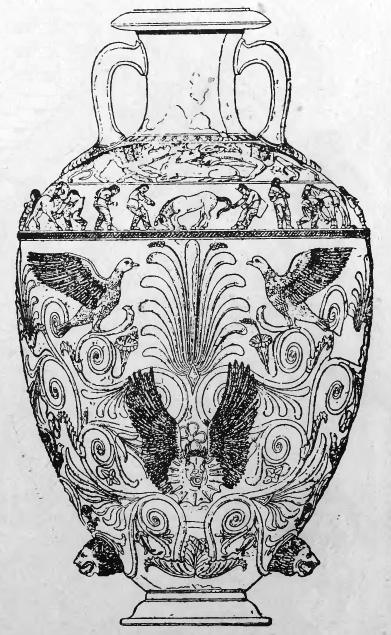
Грецька ваза з Чортомлицької могили з образками життя степовиків
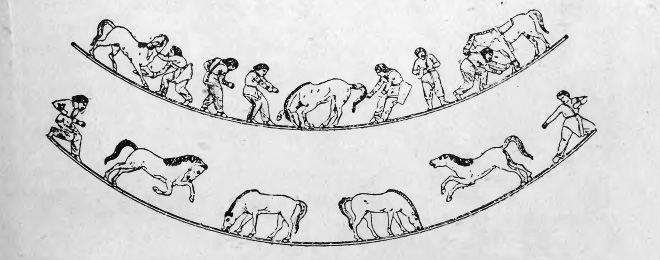
Чортомлицька ваза зі степовиками, які приборкують коней

## Пограбування кургану
Могила була пограбована в давнину, точно датувати цю подію виявилося неможливо.